# Вакуумна електроніка
Вакуумна, плазмова та квантова електроніка — спеціальність, предметом якої є вивчення й застосування електронних, іонних, плазмових, надвисокої частоти, квантових, оптоелектронних, лазерних, кріогенних явищ у різноманітних середовищах та на їх межах, а також моделювання, проектування, побудова, виготовлення, ідентифікація, паспортизація і застосування в електроніці приладів та пристроїв, робота яких ґрунтується на засадах цих явищ.

## Напрямки досліджень
- Фізичні засади електронних, іонноплазмових, оптоелектронних, лазерних, кріоелектронних, квантових явищ у різноманітних середовищах, на їх межах, а також в інтегральній та хвильовій оптиці.
- Створення електронних приладів та пристроїв на принципах цих явищ.
- Моделювання та ідентифікація фізичних явищ, електронних приладів та пристроїв.
- Автоматизація проектування електронних приладів і пристроїв.
- Паспортизація, дослідження надійності і радіаційної стійкості електронних приладів та пристроїв.
- Застосування електронних приладів у різноманітних галузях науки й техніки